# Pseudopostega didyma
Pseudopostega didyma là một loài bướm đêm thuộc họ Opostegidae. Nó được miêu tả bởi Donald R. Davis và Jonas R. Stonis, 2007. Nó được tìm thấy ở a moist tropical site located ở miền tây slopes of the Andes và Amazonian
Oriente Region in Ecuador.
Chiều dài cánh trước là 2.5–2.7 mm. Con trưởng thành bay vào tháng 1.